# Schneiderau
Schneiderau ist ein Ort im Stubachtal der Hohen Tauern im Land Salzburg, und gehört zur Gemeinde Uttendorf im Bezirk Zell am See. Nahe dem Ort liegt das Gehöft Fellern.

## Geographie
Die Rotte liegt etwa 9 Kilometer südlich des Gemeindehauptorts, halbwegs im Stubachtal auf etwa 1000 m ü. A., dort, wo der Ödbach von links aus der Dorferöd in die Stubache mündet.
Der Ort erstreckt sich in der Talweitung, an der L 264 Stubachtalstraße (bei Stationskilometer 10,0).
Direkt ab dem Ort steigt die Straße in Serpentinen an, um die folgende Talenge in das Stubacher Hintertal zu umgehen.
Die Ansiedlung umfasst um die 30 Adressen, einige hundert Meter vorher liegt links der Stubache das Gehöft Fellern (977 m ü. A.).
Der Ort liegt zwischen Königstuhl (2408 m ü. A., zählt schon zur Glocknergruppe) im Osten, Brettlkopf/Brustingerkogel (2301/2302 m ü. A., Granatspitzgruppe) im Osten, und Teufelsmühle (2503 m ü. A., Granatspitzgruppe) im Süden, mit der Steinkarlhöhe (2036 m ü. A.) als Vorgipfel.
Um den Ort selbst liegen rechterhand zum Königstuhl Stefflalm, Schroffenlam, Gründschachenalm, Hasenaualm, Schlauchenalm (mit Materialseilbahn) und Vogelstättalm, etwas taleinwärts Hopfbachalm und Untersteinalm, linkerhand unter dem Brettlkopf Gastegeralmen (Grundalm, Hochalm), und im Talkessel talauswärts bei Fellern die  Gruberalm und noch weiter die Vorder-Ferschbachalm.
Nachbarorte
|  | Wiedrechtshausen                            |                                  |
|  | Kompassrose, die auf Nachbargemeinden zeigt | Alpincenter Kaprun (Gem. Kaprun) |
|  | Enzingerboden                               |                                  |

## Geschichte und  Wirtschaft
Ursprünglich stand im Talbecken mit dem Fellern (Vellern) ein einziger Hof als letzte Ansiedlung im Stubachtal. Dieser hatte so umfangreiche Gründe und war so reich, dass er zusammen mit dem Wiedrechtshauser und dem Enzinger „die Pinzgauer drei Könige“ genannt wurde. Er dürfte, wie die anderen beiden, seit dem Hochmittelalter bestehen.
Der Ort Schneiderau ist jung und erst beim Bau der Stubachkraftwerke (ÖBB) in den 1950er Jahren entstanden.
Etwa 1 Kilometer oberhalb liegt das Kraftwerk Schneiderau, das mittlere der Stubacher Kraftwerksgruppe.

## Sehenswürdigkeiten, Natur und Bergsteigen
Etwa 2 Kilometer südlich beginnt der Nationalpark Hohe Tauern, direkt beim Ort südwestlich das Landschaftsschutzgebiet Felbertal Ammertal Dorferöd (LSG 31), eine Nationalpark-Pufferzone.

Kurz nach dem Ort steht an der Straße eine mächtige Bergulme (Naturdenkmal NDM 184).
Beim Fellnergut steht eine barocke Kapelle, 1753/54 erbaut, ein stolzes Bauernkirchlein. Das Altarretabel ist ebenfalls barock (einheimischer Maler), sonst ist die Originalausstattung nicht erhalten.
Von der Bauform ist der Fellner – wie auch Wiedrechtshauser und Enzinger – ein Gruppenhof, diese drei Urhöfe setzen sich damit vom sonst hierorts üblichen Pinzgauer Paarhof deutlich ab.
Vom Ort aus führt in Richtung der Almen am Königstuhl der Wanderweg, über den man auf den Grathöhenweg talauswärts in das Salzachtal, zurück zur Ferschbachalm, oder über das Steingassl zur Schaunbergalm im Mühlbachtal gelangt. Auch in die Dorferöd führt ein Ziehweg. Sonst sind im Raum nur hochalpinere, nicht ausgeschilderte Touren möglich.